# 七月初八
七月初八，农历七月第八天。

## 大事记
- 1449年8月31日，土木堡之变。

## 出生
隆慶六年，何棟如。
- 金章宗明昌元年，元好问。

## 逝世
- 清宣统元年，刘鹗。

## 其他内容
- 十斋日

## 参看
- 日历
- 七月初六 - 七月初七 - 七月初八 - 七月初九 - 七月初十
- 六月初八 - 七月初八 - 八月初八
- 正月 - 二月 - 三月 - 四月 - 五月 - 六月 - 七月 - 八月 - 九月 - 十月 - 十一月 - 腊月
- 公历7月8日